# گروه غذایی

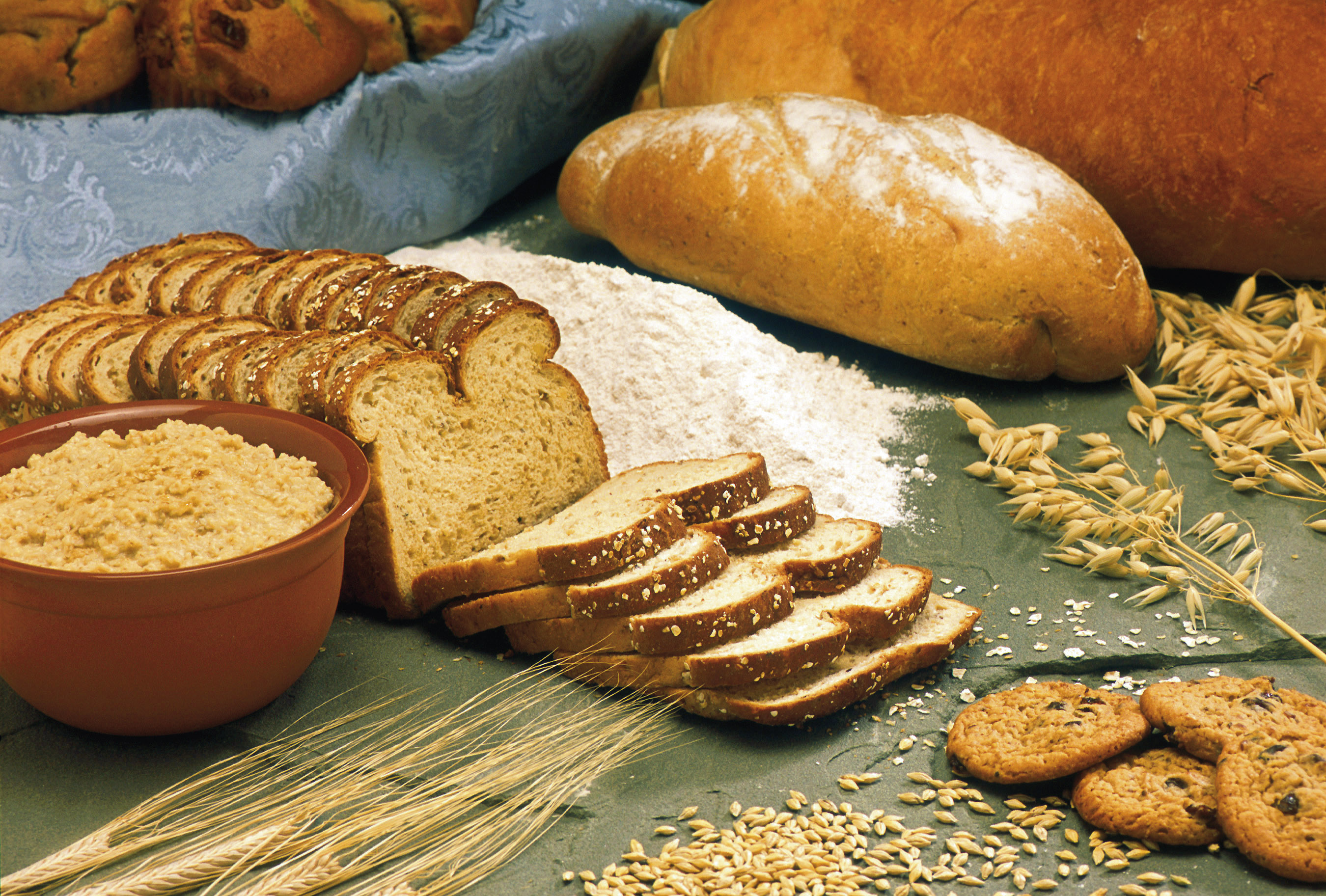
غلات، بزرگترین گروه غذایی بسیاری از راهنمایی‌های تغذیه‌ای بوده و شامل جو دو سر، جو و نان می‌باشد؛ اما کلوچه‌ها در دسته فراورده‌های قندی قرار می‌گیرند.

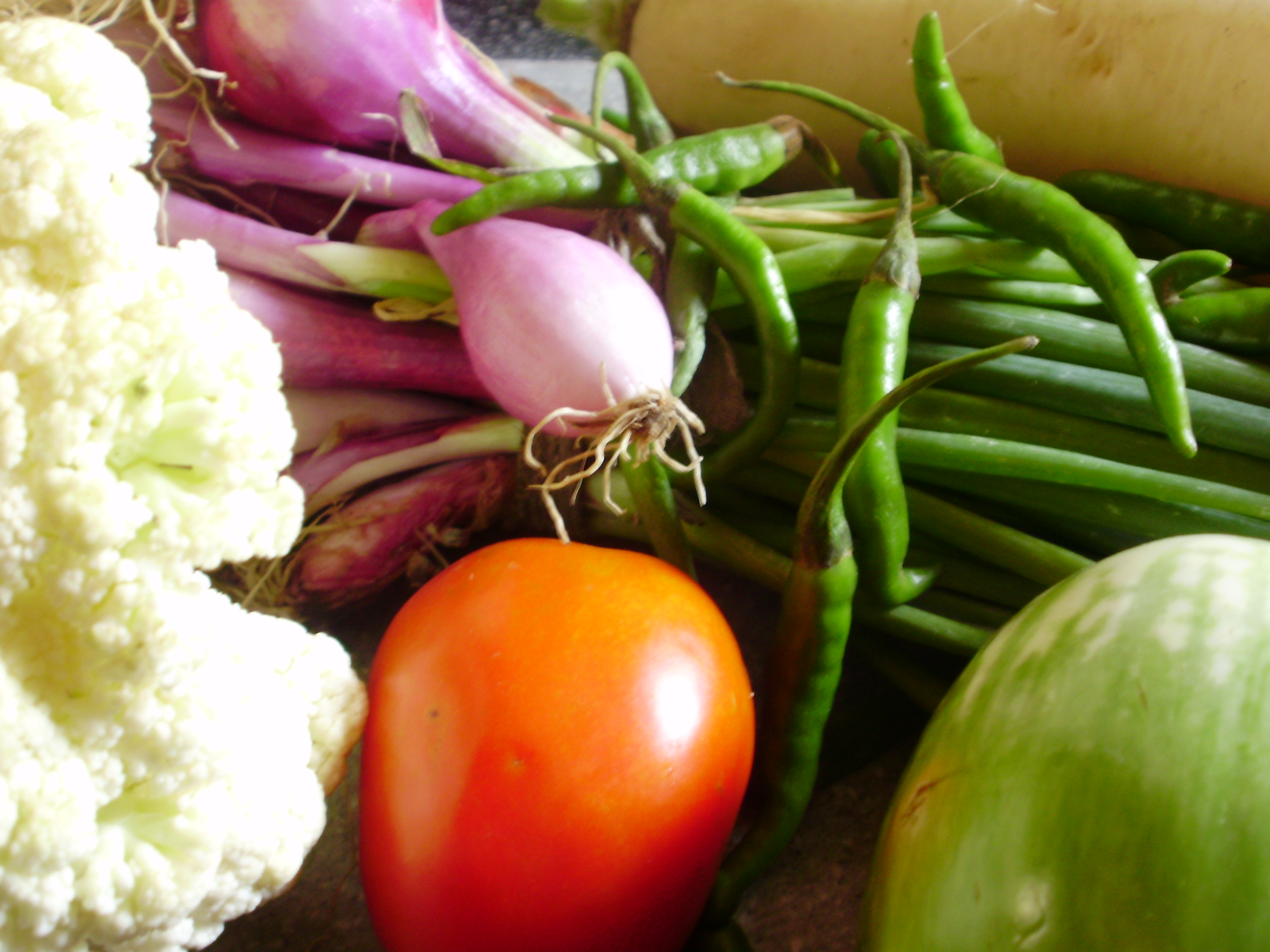
سبزیجات، دومین گروه غذایی بزرگ بسیاری از راهنمایی‌های تغذیه‌ای بوده و در اشکال، رنگ‌ها و اندازه‌های گوناگون موجود هستند.

یک گروه غذایی، عبارت است از مجموعه‌ای از غذاها که دارای خواص تغذیه‌ای مشابهی بوده یا از نظر بیولوژیکی در گروه یکسانی قرار می‌گیرند. راهنمایی‌های تغذیه‌ای، معمولاً غذاها را به گروهای غذایی تقسیم‌بندی کرده و مقدار مصرف روزانه هر گروه غذایی را به عنوان یک رژیم غذایی سالم توصیه می‌کنند. به عنوان نمونه، وزارت کشاورزی ایالات متحده آمریکا، مواد غذایی را در ۴ تا ۱۱ گروه گوناگون، دسته‌بندی کرده است.

## گروه‌های غذایی رایج
- فراورده‌های لبنی، کوچکترین گروه غذایی راهنمایی‌های تغذیه‌ای می‌باشد.[۲][۳][۴] نمونه‌هایی از محصولات لبنی عبارتند از شیر، کره، روغن حیوانی، ماست، پنیر، خامه و بستنی. این گروه غذایی معمولاً بخش بسیار کوچکی از راهنمایی‌های تغذیه‌ای را شامل بوده و گاهی آن را در فهرستی جداگانه از سایر گروه‌های غذایی ذکر می‌کنند.[۲][۳] گنجاندن لبنیات در بین گروه‌های غذایی و توصیه مصرف روزانه آن، مورد انتقاد برخی، از جمله مدرسه سلامت عمومی هاوارد قرار گرفته است. این مرکز علمی بر این نکته اشاره دارد که «تحقیقات نشان داده‌اند، مصرف بالای لبنیات دارای فواید کمی بوده و پتانسیل بالایی برای آسیب زدن به سلامتی دارد. مصرف متعادل شیر یا سایر فراورده‌های لبنی —در حد یک تا دو وعده در روز— مناسب بوده و احتمالاً دارای فوایدی برای کودکان است؛ اما بنا به دلایلی، مصرف آن برای افراد بزرگسال ضروری نیست.»[۵]
- میوه‌ها، گاهی همراه با سبزیجات در یک گروه قرار گرفته و شامل سیب، پرتقال، موز، سته، لیموترش و غیره می‌شود. میوه‌ها همچون قند، لبنیات، غلات و نشاسته، حاوی کربوهیدرات هستند.
- غلات، لوبیا و حبوبات که گاهی شامل سیب‌زمینی و نشاسته نیز می‌شوند، معمولاً بزرگترین گروه غذایی راهنمایی‌های تغذیه‌ای را تشکیل می‌دهند.[۲][۳][۴] گندم، برنج، جو دو سر، جو، نان و پاستا، نمونه‌هایی از گروه غذایی غلات هستند. از گروه لوبیا، می‌توان به لوبیای پخته و سویا و از گروه حبوبات نیز به عدس و نخود اشاره کرد.
- گوشت یا پروتئین، معمولاً بخش کوچکتر از متوسط گروه‌های غذایی راهنمایی‌های تغذیه‌ای را تشکیل داده[۲][۳][۴] و شامل گوشت مرغ، گوشت ماهی، گوشت بوقلمون، گوشت خوک، گوشت گاو و غیره می‌شود.
- فراورده‌های قندی، که گاهی همراه با چربی و روغن در یک دسته قرار می‌گیرند، بخش بسیار کوچکی از گروه‌های غذایی راهنمایی‌های تغذیه‌ای را تشکیل داده[۲][۳] و آب‌نبات، نوشابه و شکلات را می‌توان به عنوان مثال‌هایی از این گروه غذایی ذکر کرد.
- سبزیجات، دومین گروه بزرگ راهنمایی‌های تغذیه‌ای پس از گروه غلات بوده و همراه با غلات و گاهی حتی بیشتر از آن، بخش بزرگی از گروه‌های غذایی این راهنمایی‌ها را تشکیل می‌دهند.[۲][۳][۴] اسفناج، هویج، پیاز، فلفل تند و کلم بروکلی، نمونه‌هایی از این گروه غذایی هستند.
- آب، در راهنمایی‌های غذایی مختلف، به روش‌های گوناگونی دسته‌بندی شده است. برخی آب را در میان گروه‌های غذایی قرار داده‌اند،[۴] برخی آن را در فهرستی جدا از گروه‌های غذایی گنجانده‌اند[۲] و برخی نیز آب را در مرکز[۶] یا شالوده[۷] راهنمایی غذایی خود قرار داده‌اند. آب گاهی همراه با چای، آب‌میوه، آب سبزیجات و حتی سوپ[۸] در یک رده قرار گرفته و معمولاً مصرف فراوان آن توصیه شده است.